# Royaume réunifié
Le Royaume réunifié est un lieu fictif appartenant au legendarium de l'écrivain britannique J. R. R. Tolkien, et qui apparaît dans son roman Le Seigneur des anneaux. Après la Guerre de l'Anneau, c'est le nom donné aux royaumes d'Arnor et de Gondor gouvernés par un même roi.
Il a deux capitales : Annúminas au nord (l'ancienne capitale de l'Arnor) et Minas Tirith au sud (l'ancienne capitale du Gondor). Son premier roi fut Elessar, puis en l'an 120 du Quatrième Âge son fils Eldarion lui succéda.